# 徳田浄
徳田 浄（とくだ きよし、1896年5月18日 - 1976年12月7日）は、日本の国文学者・国語学者。専門は上代文学・国語学と国語教育。

## 経歴
群馬県高崎市生まれ。1920年、広島高等師範学校（広島大学の前身）卒、仙台市第二中学校（宮城県仙台第二高等学校の前身）教諭。1924年、群馬県立高崎高等女学校（群馬県立高崎女子高等学校の前身）教諭。1925年、奈良女子高等師範学校（奈良女子大学の前身）教授。1943年、前橋高等女学校（群馬県立前橋女子高等学校の前身）校長。1952年、群馬県立保母学園（群馬県立保育大学校の前身）教授。1956年、関東短期大学教授。1967年、「万葉集成立攷」で東京大学より文学博士。1976年12月、関東短大退職。関東学園高等学校（関東学園大学附属高等学校）の校歌を作詞した。
高崎経済大学学長を務めた徳田進は弟。明治大学教授を務めた徳田武は甥。

## 著書
- 『原始国文学考』目黒書店、1930 のち「古事記研究叢書 第3巻 (戦意高揚と古事記)」クレス出版 2011
- 『児童の文法』東洋図書 1930 学習資料百科全書
- 『児童の作文』東洋図書 1931 学習資料百科全書
- 『国語法査説』文学社 1936 のち勉誠出版
- 『新制国文法』文学社 1936
- 『万葉集撰定時代の研究』目黒書店 1938 のちゆまに書房
- 『国語の教育』晃文社 1939
- 『国語教育文庫 第1 読本教材の文学的考察』晃文社 1940
- 『万葉集成立攷』関東短期大学、1967 のち教育出版センター
- 『上代文学新考』徳田進共著 教育出版センター 1980